# 堀内一男
堀内 一男（ほりうち かずお、1939年 - ）は、日本の教育学者、地理学者。跡見学園女子大学教授。

## 来歴
1961年東京学芸大学教育学部社会科卒業。同年より公立中学校社会科教諭。1965年立正大学文学部地理学卒業。駒澤大学大学院人文科学研究科地理学専攻修士課程修了。1978年同大学院博士課程満期退学。
1981年東京都教育委員会指導主事、都立教育研究所、都教育庁に従事。1993年より中央区立銀座中学校校長となり「銀座から世界を見つめる」をテーマに国際理解教育を推進。その間、文部省「教育課程基礎研究協力者会議」に参画。
1996年跡見学園女子大学文学部人文学科教授に就任。所属学会は日本カリキュラム学会、日本教育制度学会、日本異文化間教育学会、日本環境教育学会、日本社会科教育学会、日本地理教育学会、日本地理学会。大田区「新おおた教育振興プラン策定懇談会」委員など歴任。
著書に「中学校新学習指導要領の展開 社会科編」「中学校 国際理解教育の進め方」「21C中学校新教育課程のコンセプト解説5 選択教科の新展開」などの共編著がある。

## 著書
- 「国立国会図書館」を参照

### 論文
- CiNii>堀内一男